# Карпович, Эдуард Антонович
Эдуард Антонович Карпович (род. 1924 год, Минск) — токарь производственного ремонтного предприятия «Белорусэнергоремонт» Министерства энергетики и электрификации СССР, гор. Минск, Белорусская ССР. Герой Социалистического Труда (1971).

## Биография
Родился в 1924 году в рабочей семье в Минске.
Участвовал в Великой Отечественной войне. Воевал наводчиком при обороне Ленинграда. После демобилизации возвратился в Минск.
С 1947 года — токарь ремонтного предприятия «Белэнергоремналадка» (позднее — «Белорусэнергоремонт») в Минске.
Досрочно выполнил производственные задания восьмой пятилетки и свои личные социалистические обязательства. Указом Президиума Верховного Совета СССР от 20 апреля 1971 года удостоен звания Героя Социалистического Труда с вручением ордена Ленина и золотой медали «Серп и Молот».
Десятую пятилетку выполнил за четыре года. Был инициатором социалистического соревнования «Ремонт электростанций за три дня». Избирался депутатом районного Совета народных депутатов и членом Первомайского райкома Компартии Белоруссии.